# Vicente Matías Vuoso
 Vicente José Matías Vuoso  (né à Mar del Plata, province de Buenos Aires, Argentine le 3 novembre 1981) est un joueur de football argentin-mexicain. Il est actuellement avant centre de l'équipe de l'Atlas, de la Primera Division Mexicana.

## Biographie

### Carrière en équipe nationale
Vicente Matías Vuoso joue son premier match en équipe nationale le 3 août 2008 lors d'un match amical contre la Jamaïque (victoire 3-0). Le 15 octobre 2008, il marque son premier but en sélection lors d'un match des éliminatoires de la Coupe du monde 2010 contre le Canada (2-2). 
Au total, il compte 14 sélections et 6 buts en équipe du Mexique depuis 2008.

## Palmarès

### En club
- Avec le Santos Laguna :
  - Champion du Mexique en C. 2008

### Distinctions personnelles
- Meilleur buteur du Championnat du Mexique en C. 2005 (16 buts) et A. 2005 (11 buts)

## Statistiques

### Buts en sélection
Le tableau suivant liste les résultats de tous les buts inscrits par Vicente Matías Vuoso avec l'équipe du Mexique.